# Chipping Warden and Edgcote
Chipping Warden and Edgcote är en civil parish i Storbritannien. Den ligger i grevskapet Northamptonshire i riksdelen England, i den södra delen av landet, 100 km nordväst om huvudstaden London.